# Ханасорский поход
Ханасо́рский похо́д 1897 года (арм. Խանասորի Արշաւանքը) — одна из наиболее крупных боевых операций армянских фидаев конца XIX — начала XX века; представляла собой карательную экспедицию против полковника турецкой племенной конницы Хамидие курдского вождя Шариф-бека и его племени.

## Идея похода
Шариф-бек, проживал со своим племенем мазрик (составлявшим одновременно его полк хамидие) в Ханасорской долине близ турецко-персидской границы. Он активно мешал поставкам оружия из Персии в Турцию и в 1895 году уничтожил дашнакские боевые группы Аветисяна, Пето и Мартика. После этого Никол Думан, бывший тогда одним из трех членов дашнакского комитета в Тавризе, выдвинул идею наказания Шариф-бека и его племени, что, по его мысли, должно было иметь двойное значение: отпугнуть курдских вождей от разбойничьих нападений на армян и послужить для пропаганды реформ в Армении. Думана поддержал ряд дашнаков и представитель партии Гнчак Христофор Оганян, тогда как другие видные дашнаки, князь Овсеп Аргутян (также член тавризского комитета) и Вардан, были против, полагая, что время для такого рода акций ещё не наступило и следует накапливать силы. Среди армянских воинов также были разногласия. Для их улаживания бюро партии послало в Тавриз Арутюна Шагрикяна, и в результате было принято решение о проведении акции, причём командиром был назначен Вардан, его заместителем князь Аргутян, а Думан и Оганян приняли участие в походе как командиры отрядов (Оганян одновременно был и врачом группы).

## Поход
24 июля 1897 года группа из 253 армянских воинов, после принесения клятвы, пересекла ирано-турецкую границу и направилась к Ханасорской долине, где находилось летнее кочевье племени мазриков. На рассвете 25 июля они напали на кочевье. Вардан дал приказ убить все племя, кроме женщин и детей. Несмотря на неожиданность нападения, курды быстро организовались и дали отпор. Бой продолжался 12 часов; в конце концов лагерь мазриков был полностью уничтожен. К этому времени, окрестные высоты стали занимать стекавшиеся на помощь своим курды, и армянские фидаины, выполнив поставленную задачу, 27 июля вернулись в Иран, потеряв 20 человек, включая Каро, брата одного из основателей партии Дашнакцутюн Ростома.

## Последствия
При известии о походе, Порта предприняла дипломатическое давление на Тегеран, в результате чего положение дашнаков оказалось более стесненным и они подверглись репрессиям (в частности, князь Овсеп Аргутян был арестован и депортирован в Россию). Однако моральное значение похода было огромно, продемонстрировав готовность и способность армян успешно защищать свои интересы. Ханасорский поход был воспет в песнях и стал до некоторой степени символом борьбы армянских фидаинов.

## Внешние ссылки
- Виген Оганян. Штык и скальпель (недоступная ссылка)